# 기상도
기상도는 1936년 김기림이 지은 시이다. 기상도는 1930년대 불안정한 국제정세를 태풍의 발달에 비유한 풍자시이다. 이 시는 근대문명에 대한 자각을 시에 고취시키려 했던 김기림의 모더니즘의 대표적인 사례로 평가받고 있다.